# 1. FC Nürnberg
1. FC Nürnberg, normalmente em português Nuremberga (português europeu) ou Nuremberg (português brasileiro) é uma agremiação esportiva alemã fundada a 4 de maio de 1900 e sediada na cidade representada em seu nome no Estado da Baviera. Com nove títulos nacionais no Campeonato Alemão, o clube foi até ao ano de 1987, o ano no qual foi ultrapassado pelo Bayern Munique, outro clube bávaro, aquele com mais títulos nacionais acumulados.
Desde meados dos anos de 1980, "O Club" não consegue se estabelecer na primeira alemã, e desce regularmente para a 2. Bundesliga, a segunda divisão alemã, acumulando a maior quantidade de rebaixamentos na Bundesliga, com sete quedas.
Após 39 anos sem conquistar um título nacional de expressão, o Nürnberg conquistou em 2007 a Copa da Alemanha, ao bater por 3 a 2, o campeão alemão VfB Stuttgart, na final disputada no Estádio Olímpico de Berlim.

## História
Foi fundado em 1900 por um grupo de dezoito jovens que se reuniam em um bar local, o "Bürenhütte", com o objetivo de formar uma equipe de futebol e de rugby, um outro dos novos esportes ingleses que se difundiam no período. O clube compreende ainda equipes de pugilato, handebol, hockey, patinação na linha e no gelo, natação, esqui e tênis.
Joga as partidas no Max-Morlock-Stadion de Nuremberg, com capacidade para 50.000 lugares, dos quais 37.967 sentados, que hospedou algumas partidas da Copa do Mundo FIFA de 2006.
Der Club deteve o título de Deutscher Rekordmeister, maior vencedora de campeonatos por mais de sessenta anos, ainda que as vezes tenha dividido a honra com o Schalke 04. Em 1987, no entanto, foi ultrapassado pelo Bayern de Munique.
A Federação de Futebol da Alemanha consentiu às agremiações campeãs do país de celebrar as vitórias com a exposição de estrelas na camisa, o "Verdiente Meistervereine". Uma estrela para três títulos, duas estrelas por cinco títulos e três por dez. Todavia, são reconhecidos como títulos apenas aqueles da Bundesliga, isto é, obtidos a partir do seu advento em 1963.
Por isso, o Nuremberg, ainda que tenha conquistado nove títulos, resultando a segunda equipe alemã em número de campeonatos vencidos, não foi ainda dignificado por nenhuma estrela.

### A ascensão doDer Club

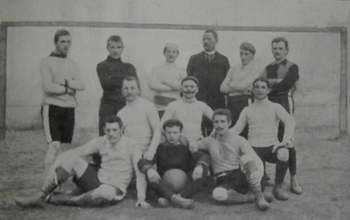
O time de 1902.

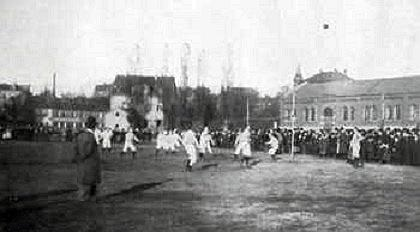
A primeira partida contra o Bayern de Munique em 1901.

Até 1909 o time tinha jogado o que se fazia esperar em relação à conquista do campeonato da Alemanha meridional. Depois da Primeira Guerra Mundial, de fato, o Nuremberg teria gradualmente imposto o próprio domínio sob a cena futebolística alemã.
Entre julho de 1918 e fevereiro de 1922 o time obteve um rastro de invencibilidade de 104 partidas oficiais. Já em julho de 1919 a sociedade era indicada com o nome Der Club (O Clube), um reconhecimento à habilidade e ao estilo do Nuremberg dentro e fora do campo, predestinado a se tornar uma das equipes mais populares e vencedoras.
No primeiro campeonato disputado depois do fim da Primeira Guerra Mundial, o Nuremberg afrontou na final o Greuther Fürth, campeão, batendo-o por 2 a 0. Foi esse o primeiro do cinco títulos que Der Club conquistaria no giro de oito anos. Em cada uma dessas vitórias o Nuremberg aniquilou os rivais.
A final de 1922 foi asperamente contestada entre o Nuremberg e o Hamburgo, mas não chegou nunca a uma conclusão no campo. O jogo foi interrompido após três horas e dez minutos de jogo com o placar em 2 a 2. A repetição da partida prosseguiu à prorrogação e, numa época que não havia substituições. Estava, portanto, em 1 a 1, quando o Nuremberg, então reduzido a apenas sete jogadores, o árbitro deu por encerrado o jogo. A DFB, Deutscher Fussball Bund, assinalou a vitória ao Hamburgo, a condição que este último renunciasse ao título em nome da "boa esportividade", decisão que o Hamburgo aceitou de má vontade. No fim, o troféu Viktoria naquele ano não foi apresentado oficialmente por razões políticas mais ou menos sórdidas.

### Depois dos anos de glória
O domínio do 1. FCN estava já para distanciar-se quando conquistou o último troféu da época, em 1927. Com o futebol que desenvolvia em direção a um ritmo de jogo mais veloz, não se adaptava ao andamento lento e compassado da equipe. Enquanto o clube continuava a formar elencos fortes, outras sociedades chegaram à ribalta nacional. Na temporada 1933-1934, perdeu a final contra o Schalke 04, agremiação que se tornaria a mais forte na época do Terceiro Reich. O Nuremberg conquistou dois outros títulos nacionais, pouco antes, e logo depois da Segunda Guerra Mundial, nas temporadas 1935-1936 e 1947-1948, a sua primeira final do pós-guerra. O time venceu em 1935 e 1939, duas Tschammerpokal, a antecessora da atual Copa da Alemanha.

### Época moderna

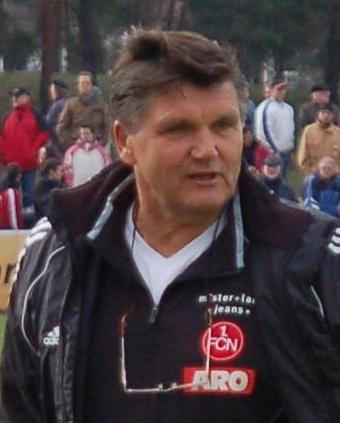
Hans Meyer, treinador de 2005 a 2008.

Em 1961, o Nuremberg venceu o seu oitavo título nacional e perdeu a final do campeonato do ano sucessivo, no qual, porém, se refez da derrota do ano anterior, obtendo a sua segunda Copa da Alemanha, em 1962. Os ótimos resultados tornaram natural a candidatura do Nuremberg entre as dezesseis melhores equipes da Alemanha escolhidas para formar a Bundesliga, a nova liga do futebol alemão, criada em 1963. Nos primeiros anos da Bundesliga, Der Club foi um time que normalmente ocupava a metade da tábua de classificação até a explosão de 1968.
O time passou ao comando da classificação na quinta rodada e a manteve até o fim da temporada, vencendo assim o seu primeiro campeonato na Bundesliga. O ano seguinte, porém, foi um desastre. O treinador Max Merkel, convencido que o time fosse já velho e incapaz de repetir a empresa, excluiu do elenco os atletas da temporada anterior e engajou uma dúzia de novatos. No fim da temporada, o time caiu para a segunda divisão.
Passaram-se nove anos antes que o time se reerguesse. Após uma série de eliminações nos play-offs para a promoção, o 1. FCN retornou à Bundesliga, em 1978, ma ao fim ficou na décima-sétima posição e retrocedeu novamente. No ano seguinte houve uma pronta recuperação, mas desde então a performance do clube na Bundesliga se caracterizou por muitas dificuldades e apresentações na parte baixa da tabela, alguns rebaixamentos e permanências na Zweite Bundesliga por um ano ou dois. A melhor apresentação recente é o quinto lugar conseguido em 1988.
Na metade dos anos 1990, o Nuremberg teve sérios problemas financeiros, culminados por uma penalização de seis pontos na temporada 1995–96 da Zweite Bundesliga, uma penalidade que custou à equipe o rebaixamento à terceira divisão. Uma gestão apurada levou depois o Nuremberg novamente à Bundesliga.
Na temporada 1998–99, porém, o Nuremberg foi alvo de uma das chacotas mais clamorosas da história da Bundesliga. Antes da última rodada, estava em décimo-segundo lugar com três pontos de vantagem e mais cinco de diferença de gols em relação ao Eintracht Frankfurt, que se encontrava no décimo-sexto posto, sério candidato ao rebaixamento. O Nuremberg fecharia a temporada tendo um confronto aparentemente fácil, contra o SC Freiburg, também empenhado em se salvar da degola do descenso. O Eintracht afrontava o 1. FC Kaiserslautern, campeão alemão, no ano precedente, e na luta por um lugar na Copa da Uefa. Frank Baumann desperdiçou uma ótima ocasião para assinalar no último minuto do jogo e o Nuremberg perdeu por 2 a 1. Todas as outras equipes rivais venceram, incluindo o Eintracht, que goleou o Kaiserslautern por 5 a 1. Com essa pontuação, o Eintracht conseguiu três pontos e igualou a diferença de gols do Nuremberg, que em décimo-sexto, caiu de maneira inesperada. Para decidir o descenso da equipe bávara foi, de fato, empregado o terceiro critério, a igualdade de pontos e diferença de gols. O Nuremberg caiu por ter assinalado menos gols em relação ao Eintracht.

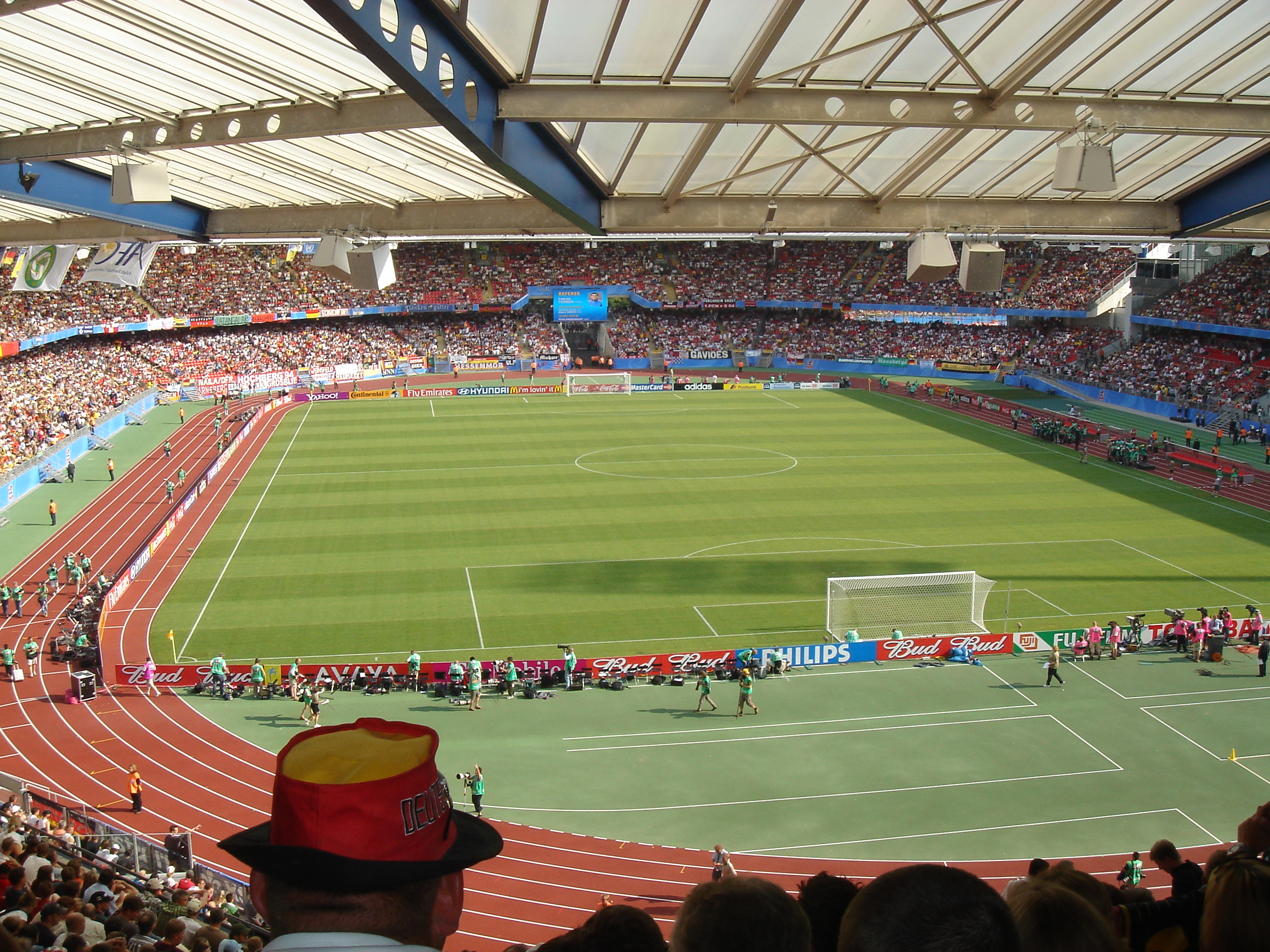
Interior do Frankenstadion.

Depois do choque, o time reagiu logo e jogou duas outras temporadas na Bundesliga. Na temporada 2005–06 conseguiu uma brilhante salvação, se classificando em oitavo no campeonato. Um ano depois ganhou o sexto lugar e conquistou a Copa da Alemanha, superando na final, o novo campeão nacional VfB Stuttgart, por 3 a 2, na prorrogação. Entretanto, na temporada 2007–08, disputou o certame de maneira decepcionante, concluindo com um décimo-sexto lugar, e descendo novamente na última rodada, quando perdeu por 2 a 0 o confronto contra o Schalke 04.
No ano seguinte, a equipe conseguiu a sua volta à Bundesliga. Classificando-se em terceiro na 2. Bundesliga, se qualificou para o desempate contra a antepenúltima da primeira divisão, o Energie Cottbus, ganhando por 3 a 0 em Cottbus, e por 2 a 0 em Nuremberga.
Na temporada 2009–10, o Nuremberg ficou na décima-sexta colocação, devendo jogar o play-out para permanecer na primeira liga. O desempate teve êxito positivo, pois o Nuremberg bateu o Augsburg e permaneceu na máxima divisão.
A temporada 2010–11 se revelou bastante positiva. A equipe de Dieter Hecking, com efeito, no returno, conseguiu oito consecutivos bons resultados. O time lutou para chegar a Europa Liga, mas empatou no confronto direto com o Mainz (0 a 0) e não conseguiu jogar a segunda copa europeia.
Na temporada 2017–18, o clube subiu novamente para a Bundesliga, junto com o Fortuna Düsseldorf, e disputará a Bundesliga na temporada 2018–19.

## Títulos
| NACIONAIS | NACIONAIS         | NACIONAIS | NACIONAIS                                                |
|           | Competição        | Títulos   | Temporadas                                               |
| --------- | ----------------- | --------- | -------------------------------------------------------- |
|           | Campeonato Alemão | 9         | 1920, 1921, 1924, 1925, 1927, 1936, 1948, 1961 e 1967-68 |
|           | Copa da Alemanha  | 4         | 1935, 1939, 1961-62 e 2006-07                            |
|           | 2. Bundesliga     | 4         | 1979-80, 1984-85, 2000-01 e 2003-04                      |

## Elenco
- Atualizado em 5 de agosto de 2025.[1]